# 紀元前429年
紀元前429年（きげんぜん429ねん）

## 他の紀年法
- 干支 : 壬子
- 日本
  - 皇紀232年
  - 孝昭天皇47年
- 中国
  - 周 - 考王12年
  - 秦 - 躁公14年
  - 晋 - 幽公5年
  - 楚 - 簡王3年
  - 斉 - 宣公27年
  - 燕 - 閔公10年
  - 趙 - 襄子47年
  - 魏 - 文侯17年
- 朝鮮
  - 檀紀1905年
- ベトナム :
- 仏滅紀元 : 116年
- ユダヤ暦 : 3332年 - 3333年

## できごと

### ギリシャ
- アテナイでペストが発生し、何千人もの住民が死亡した。ペリクレスも病に罹り没した。ペリクレスの死に続いて、クレオンがアテナイの指導者の座についた。

## 誕生
- アテアス：スキタイ王

## 死去
- ペリクレス：古代アテナイの政治家[1]